# Adnane Aarbia
Adnane Aarbia, né le 14 juillet 1983 à Marrakech, est un coureur cycliste marocain.

## Biographie
En septembre 2010, il représente le Maroc lors du championnat du monde sur route, où il abandonne.

## Palmarès
- 2012
  - 3e du championnat du Maroc sur route
- 2014
  - 3e des Challenges de la Marche verte - Grand Prix Sakia El Hamra
  - 3e du Challenge du Prince - Trophée princier

## Classements mondiaux
| Année           | 2006 | 2007 | 2008 | 2009 | 2010 | 2011 | 2012 | 2013 | 2014 | 2015 | 2016 |
| --------------- | ---- | ---- | ---- | ---- | ---- | ---- | ---- | ---- | ---- | ---- | ---- |
| UCI Africa Tour | 112e | 122e | 125e |      | 94e  | 59e  |      | 70e  | 42e  | 132e | 182e |